# Marie Hélène Stollenwerk
Pour les articles homonymes, voir Stollenwerk.
Marie Hélène Stollenwerk (Simmerath, 28 novembre 1852 - Steyl, 3 février 1900) est une religieuse allemande fondatrice des sœurs missionnaires servantes du Saint-Esprit et reconnue bienheureuse par l'Église catholique.

## Biographie
Elle naît à Rollesbroich (une fraction de la commune de Simmerath à l'époque en Rhénanie prussienne. Son père est un propriétaire terrien et maire de Simmerath ; il décède le 27 mai 1859. Sa mère, veuve à l'âge de 32 ans, épouse le 24 novembre 1860, le maréchal-ferrant Hans Peter Breuer, lui aussi veuf. De sa première épouse, il a eu trois filles, dont la dernière devient la grande amie de Marie Hélène. À l'âge de 4 ans, Elle tombe malade de la danse de saint Guy mais elle en guérit complètement. Cette expérience de la maladie lui fait comprendre la misère et la détresse du peuple chinois et pour y répondre, elle s'affilie à l’association de la Sainte-Enfance dont elle est quêteuse à l’âge de 10 ans.
En 1872, elle demande aux sœurs du Pauvre Enfant Jésus si elles ont une activité missionnaire comme but apostolique mais obtient une réponse négative, elle fait une requête identique dans les années 1880-1881 auprès des sœurs de la société du Sacré-Cœur de Jésus à Vaals, mais obtient la même réponse. Car à cette époque, il n'y a pas de communautés de femmes missionnaires en Prusse à cause du Kulturkampf. Son directeur spirituel l'encourage à garder confiance et attendre des jours meilleurs.
En 1882, elle se rend à Steyl (Pays-Bas) auprès d'Arnold Janssen, fondateur de la société du Verbe Divin vouée à la formation de prêtres et de religieux missionnaires. Elle sert comme domestique en attendant qu'une congrégation missionnaire féminine soit également fondée. Le 8 décembre 1889, le père Janssen fonde les sœurs missionnaires servantes du Saint-Esprit avec Marie Hélène Stollenwerk qui est nommée peu après première supérieure de la nouvelle congrégation. Les seize premières postulantes prononcent leur vœux le 17 janvier 1892 et le 12 mars 1894, les douze premières novices deviennent religieuses.
Dans les années 1890-1898, elle dirige la congrégation comme supérieure se dévouant entièrement à l'œuvre missionnaire de l'Église et prépare de nombreuses jeunes sœurs à l'activité missionnaire. En 1895, elle a la joie d'envoyer les premières sœurs en Argentine et deux ans plus tard à d'autres au Togo. Le 8 décembre 1896, Arnold Janssen fonde la deuxième branche de la congrégation, les sœurs servantes du Saint-Esprit de l'adoration perpétuelle, pour soutenir l’activité missionnaire par l'adoration perpétuelle. Atteinte d'une méningite à l'automne de 1899, elle passe plusieurs mois à souffrir. Quelques jours avant sa mort, elle prononce ses vœux comme religieuse cloîtrée. Elle décède le 3 février 1900. Elle est déclarée bienheureuse le 17 mai 1995 par le pape Jean-Paul II.